# 김태순
김태순(한국 한자: 金泰淳, 1977년 3월 15일 ~ )은 대한민국의 전 축구 선수이며, 포지션은 공격수였다.